# Cirey-lès-Mareilles
Cirey-lès-Mareilles è un comune francese di 126 abitanti situato nel dipartimento dell'Alta Marna nella regione del Grand Est.

## Società

### Evoluzione demografica
Abitanti censiti